# John McConnell (attivista)

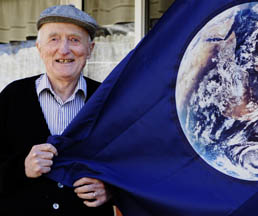
John McConnell

John McConnell (22 marzo 1915 – 20 ottobre 2012) è stato un attivista statunitense, istitutore della Giornata della Terra e fondatore di The Earth Society Foundation, con una passione per la pace, la religione e la scienza.